# Abbottabad
Abbottabad (en ourdou : ایبٹ آباد, littéralement « la ville d'Abbott ») est une ville pakistanaise d'environ 230 000 habitants en 2023 située au nord du Pakistan, dans la province de Khyber Pakhtunkhwa, fondée en 1853 par James Abbott. C'est le chef-lieu du district d'Abbottabad et la cinquième plus importante ville de la province. Elle est située à 50 kilomètres au nord d'Islamabad, et est aussi le cœur de la division de Hazara.
La ville est l'une des plus riches et des plus éduquées du Pakistan. Elle est réputée pour son académie militaire, ses institutions scolaires et universitaires et son attrait touristique. Elle est, dorénavant, connue pour avoir été la ville où vécut caché quelques années Oussama ben Laden avant d'être éliminé par les forces spéciales américaines le 2 mai 2011.

## Géographie et climat

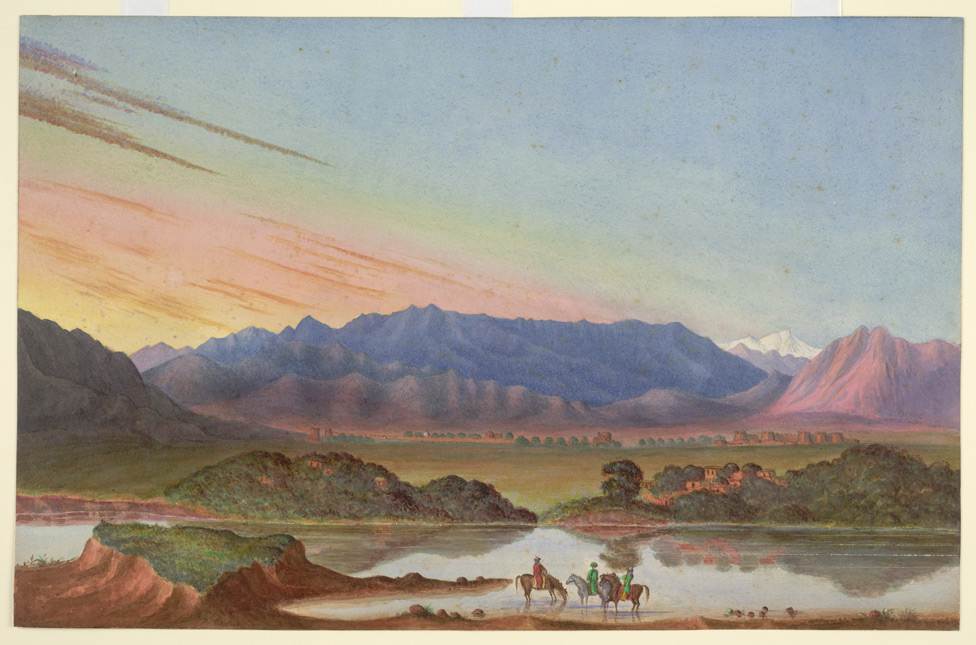
Représentation par James Abbott du futur emplacement d'Abbottabad (1850).

Abbottabad est située dans la région montagneuse de l'Hazara, dans le nord-est de la province de Khyber Pakhtunkhwa. Se trouvant à une altitude de 1 260 mètres, la ville se loge dans une vallée située aux pieds de l'Himalaya et du Cachemire.
La ville se trouve à 50 kilomètres au nord-est de la capitale fédérale Islamabad et à 150 kilomètres à l'est de la capitale provinciale Peshawar.
Abbottabad est sous l'influence d'un climat subtropical de mousson, avec une saison des pluies en juillet et août et un hiver relativement froid, souvent enneigé avec l'influence du climat montagnard de l'Himalaya voisin. 

## Histoire

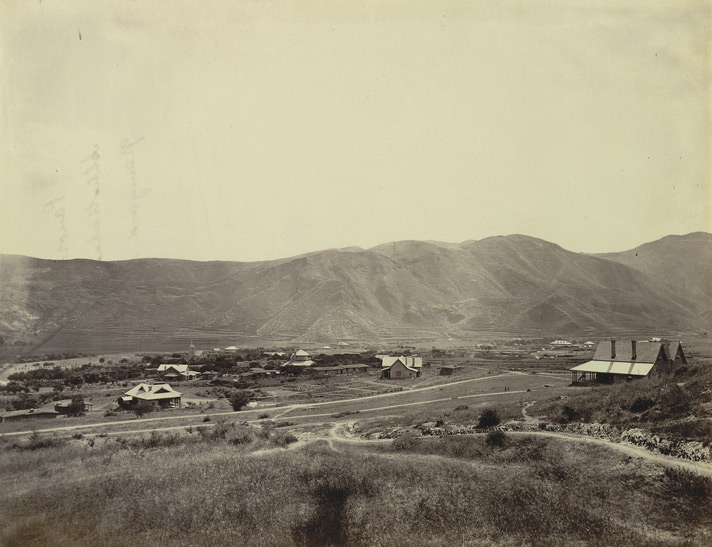
Vue de la ville en 1865.

La ville tient son nom de celui du major anglais de l'Inde britannique James Abbott qui a fondé la ville en janvier 1853 pour être une garnison de la Compagnie anglaise des Indes orientales. Il a d'ailleurs écrit un poème intitulé « Abbottabad » dans lequel il vante la beauté naturelle de la région.
Le séisme de 2005 au Cachemire a causé de nombreux dégâts dans la ville.
La ville a été le théâtre de manifestations lors du mouvement des avocats.
Après plusieurs années de résidence dans une villa fortifiee de cette ville, Oussama ben Laden y a été tué le 2 mai 2011 par un commando des forces spéciales des Navy Seals. La maison en question sera détruite par les autorités en février 2012.

## Démographie

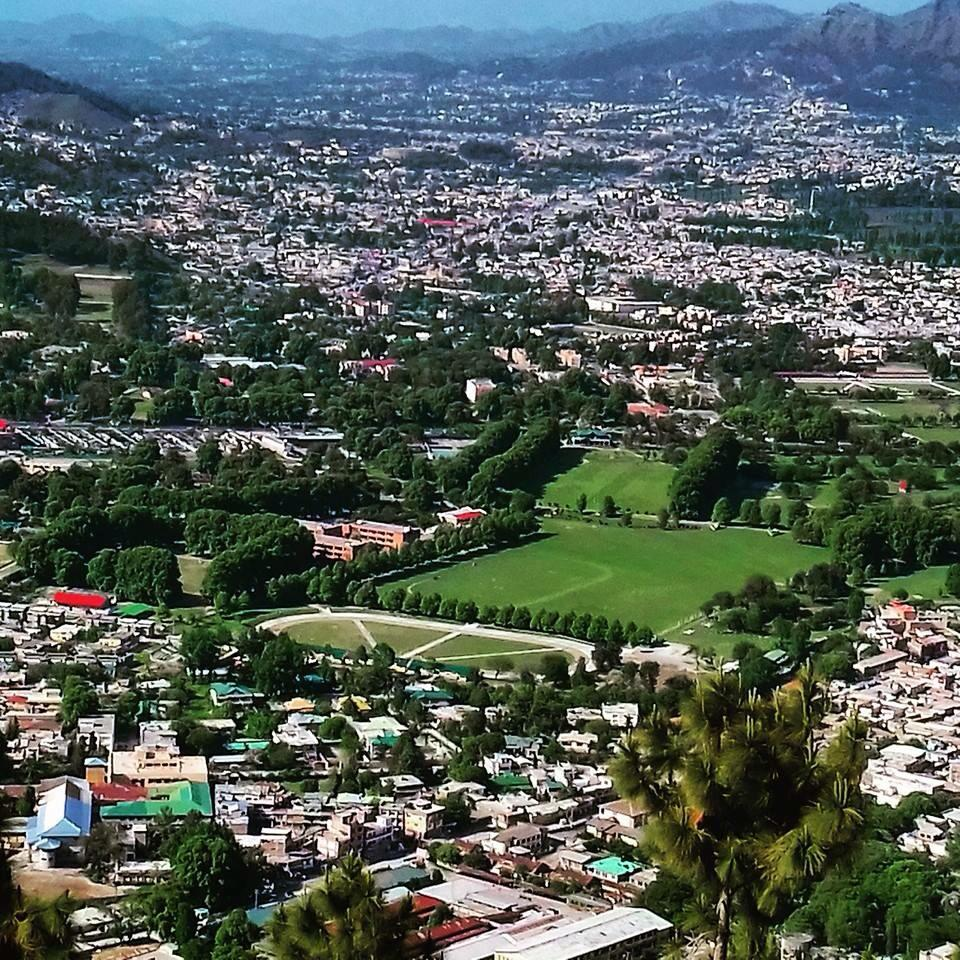
Vue d'Abbottabad en 2016.

La population de la ville a été multipliée par plus de quatre entre 1972 et 2017, passant de 46 719 habitants à 208 491. Entre 1998 et 2017, la croissance annuelle moyenne s'affiche à 3,6 %, largement supérieure à la moyenne nationale de 2,4 %. En 2023, la population de la ville monte à 234 395 habitants.
La ville est peuplée à 75 % de locuteurs de l'hindko, mais on y trouve également une large minorité de pachtophones (14 %), ainsi que de locuteurs de l'ourdou (5 %) et du pendjabi (3 %).
Essentiellement musulmane, la ville inclut une petite minorité chrétienne, comptant presque 2 400 fidèles, environ 1 % des habitants de la ville.
Le taux d'alphabétisation de la ville s'élève à 85 % en 2023 (contre une moyenne nationale de 61 % et provinciale de 51 %), dont 90 % pour les hommes et 80 % pour les femmes, une des meilleures performances du pays.
Elle est la cinquième plus grande ville de la province de Khyber Pakhtunkhwa.
|            | 1972    | 1981    | 1998    | 2017    | 2023    |
| ---------- | ------- | ------- | ------- | ------- | ------- |
| Population | 046 719 | 065 996 | 106 101 | 208 491 | 234 395 |

## Éducation

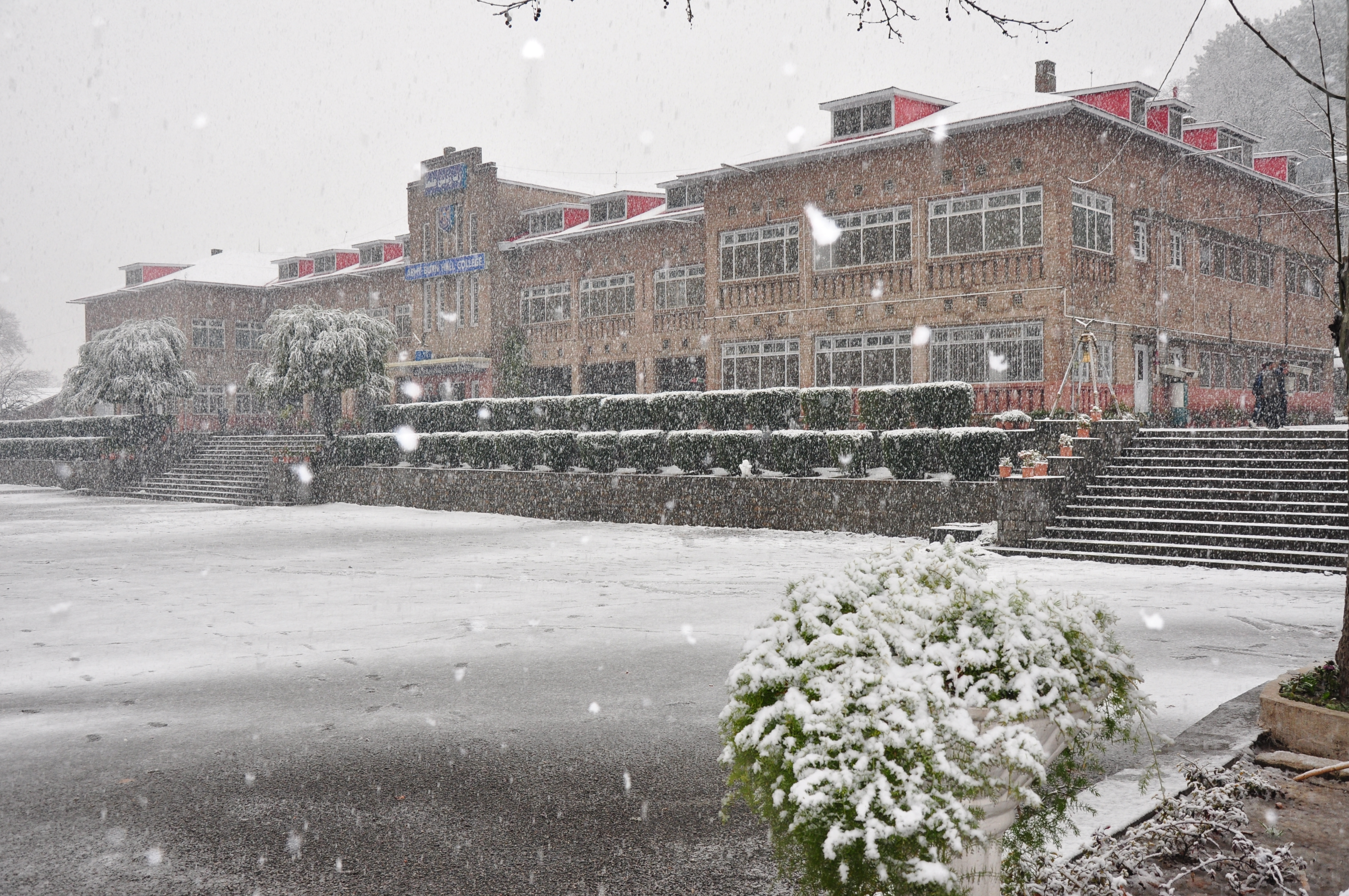
Le principal bâtiment de l’Army Burn Hall College.

La ville est également très réputée pour ses installations scolaires et universitaires. Avec un taux d'alphabétisation de 67 %, c'est l'un des plus forts du pays (le premier de la province, et neuvième du pays). Le district d'Abbottabad est classé quatrième parmi 106 districts du Pakistan au niveau de l'indice de développement humain.
La ville abrite l'Académie militaire du Pakistan (Kakul Road) qui est la principale du pays. Elle forme les officiers du pays et accueille environ 4 000 hommes.
On y trouve aussi l'Army Burn Hall College, une université réputée gérée par l'armée qui accueille 3 000 étudiants et étudiantes et des étudiants étrangers répartis dans trois campus. L'université propose des cours en science (mathématiques, physique, chimie, biologie et informatique), en langues (ourdou et anglais) ainsi que des cours de religion et d'études sur le Pakistan.
La ville compte aussi d'autres universités, notamment de médecine.

## Économie
Abbottabad et sa région attirent le tourisme pour ses paysages pittoresques,. Ainsi, elle est réputée pour être un lieu de villégiature privilégié par les militaires pakistanais de haut rang.
La ville attire également une population jeune grâce à ses installations universitaires et de formation militaire.

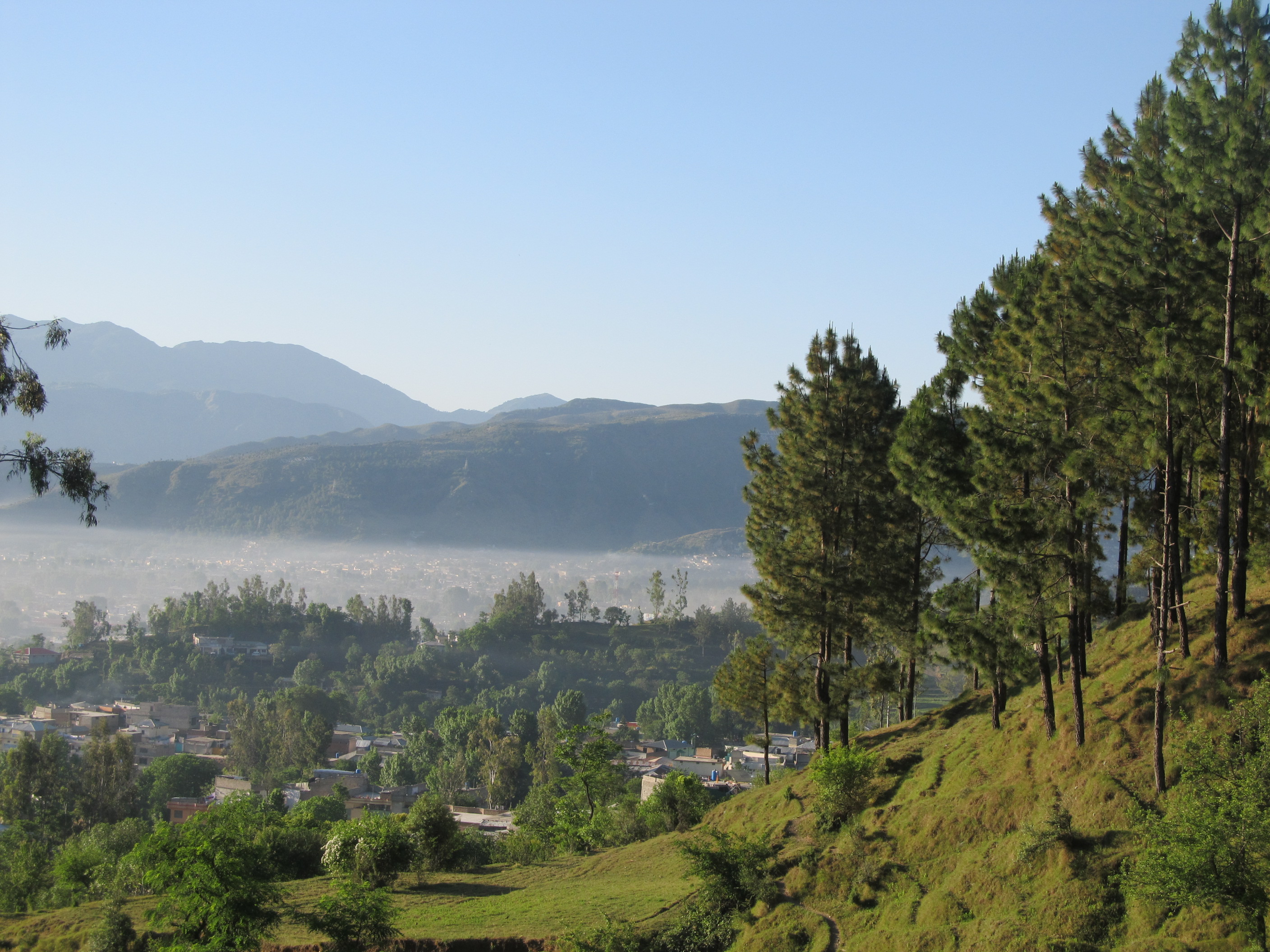
Paysage en périphérie d' Abbottabad.
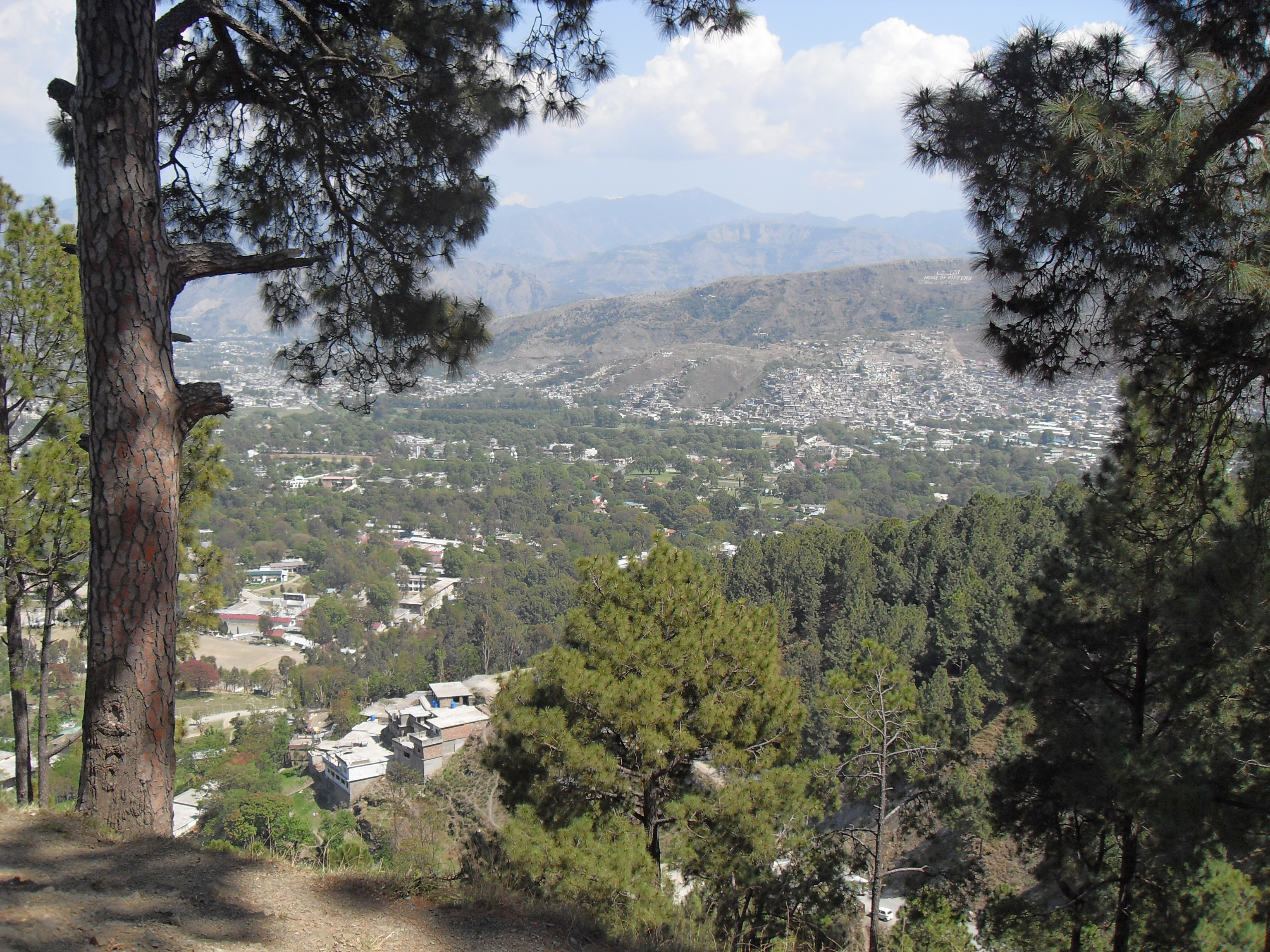
Vue des hauteurs de la ville.
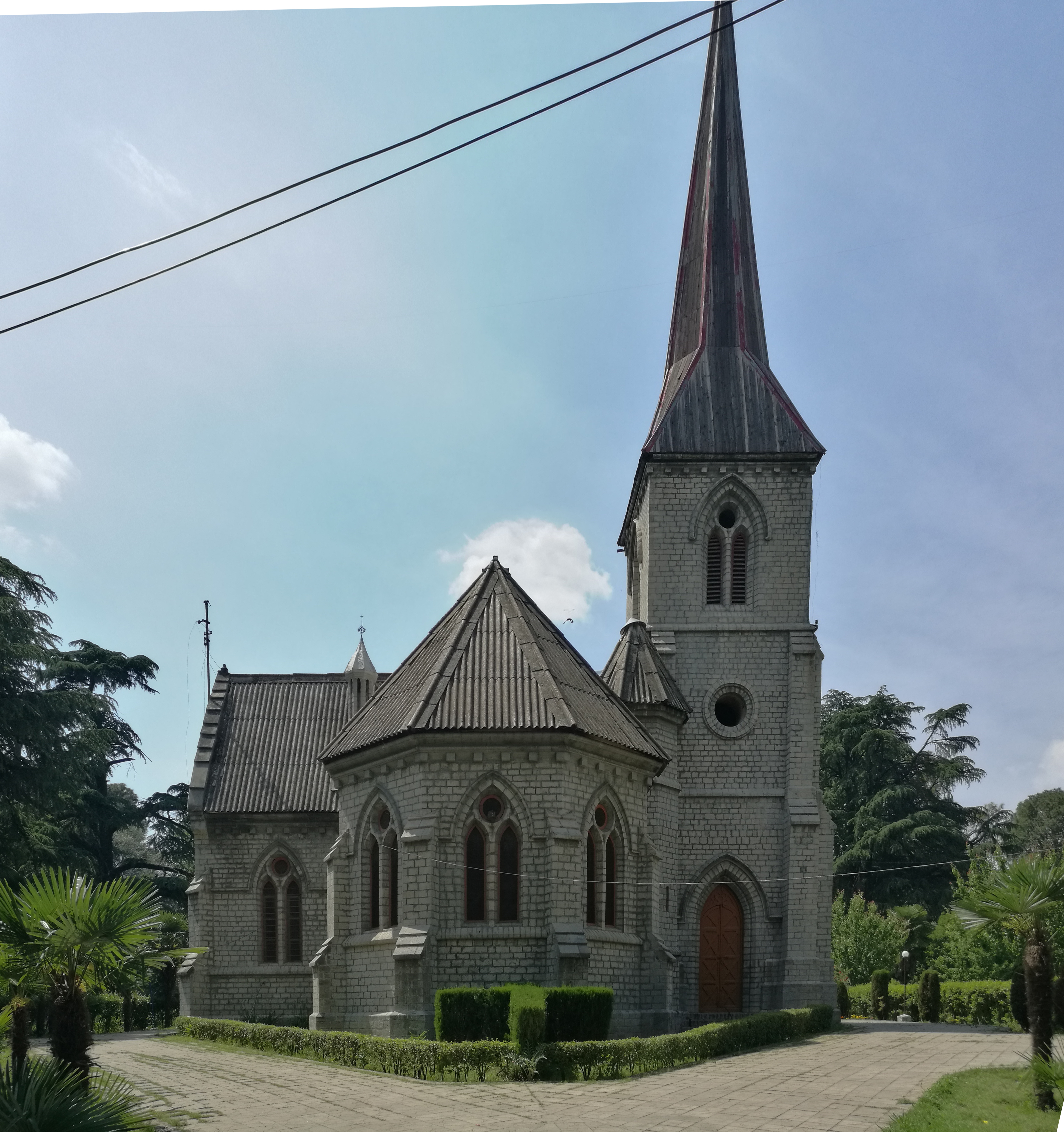
L'église anglicane Saint Luke, construite en 1864.

## Politique
Depuis le redécoupage électoral de 2018, la ville est intégrée au sein de la circonscription no 16 de l'Assemblée nationale et correspond à la circonscription no 39 à l'Assemblée provinciale de Khyber Pakhtunkhwa. Longtemps un fief politique de la Ligue musulmane du Pakistan, la ville bascule en faveur du Mouvement du Pakistan pour la justice lors des élections législatives de 2013.

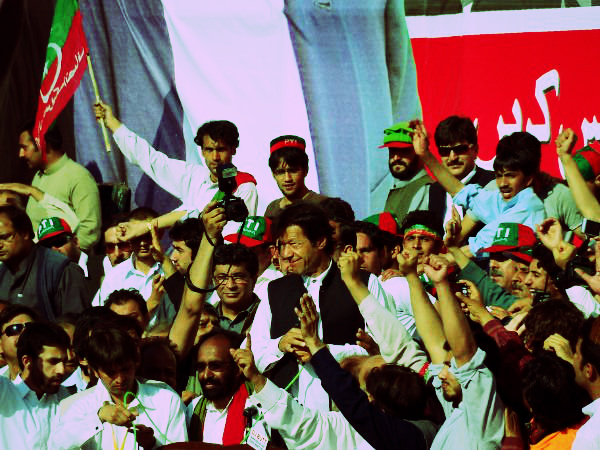
Imran Khan en meeting pour le Mouvement du Pakistan pour la justice en 2012.

| Parti                                      | Voix    | %       |
| ------------------------------------------ | ------- | ------- |
| Mouvement du Pakistan pour la justice      | 28 577  | 35,73 % |
| Ligue musulmane du Pakistan (N)            | 19 351  | 24,19 % |
| Parti Qaumi Watan                          | 05 031  | 6,29 %  |
| Muttahida Majlis-e-Amal                    | 03 662  | 4,58 %  |
| Autres partis                              | 02 966  | 3,71 %  |
| Indépendants                               | 020 393 | 25,50 % |
| Total exprimés (participation : 51,29 %)   | 79 980  | 100 %   |
| Source : Commission électorale du Pakistan |         |         |

## Personnalités
C'est ici que naît Manoj Kumar en 1937, l'un des acteurs les plus célèbres du cinéma indien. Il quitte cette ville à la suite de la partition. 
C'est ici que trouva refuge Oussama ben Laden, jusqu'à ce qu'il soit tué le 2 mai 2011 lors de l'intervention des forces spéciales américaines.